# 2006年全國體育大會野外定向比賽
全國第三屆體育大會野外定向項目在5月22日至5月25日於舉行，共12個小項：男子接力、女子接力、青年女子組標準距離賽、青年男子組標準距離賽、成年男子組標準距離賽、成年女子組標準距離賽、青年女子組短距離賽、青年男子組短距離賽、成年男子組短距離賽、成年女子組短距離賽、男子百米定向賽與女子百米定向賽。

## 獎牌分佈情況

### 男子

#### 男子接力
| 獎牌 | 隊伍 | 時間       |
| 金牌 | 廣東 | 00:34:31.6 |
| 銀牌 | 浙江 | 00:35:36.7 |
| 銅牌 | 天津 | 00:35:38.2 |

#### 成年男子組標準距離賽
| 獎牌 | 運動員         | 時間    |
| 金牌 | 余春紅（浙江） | 1:15:07 |
| 銀牌 | 黃健（天津）   | 1:18:18 |
| 銅牌 | 史強強（山西） | 1:19:56 |

#### 青年男子組標準距離賽
| 獎牌 | 運動員         | 時間    |
| 金牌 | 王偉（湖南）   | 1:13:08 |
| 銀牌 | 賈普俊（山西） | 1:16:10 |
| 銅牌 | 李華（江蘇）   | 1:17:49 |

#### 成年男子組短距離賽
| 獎牌 | 運動員         | 時間        |
| 金牌 | 史強強（山西） | 0:27:37. 30 |
| 銀牌 | 李貴龍（湖南） | 0:27:41.60  |
| 銅牌 | 劉曉明（浙江） | 0:28:09.60  |

#### 男子青年組短距離賽
| 獎牌 | 運動員         | 時間       |
| 金牌 | 王偉（湖南）   | 0:24:36.40 |
| 銀牌 | 張磊（天津）   | 0:24:39.00 |
| 銅牌 | 梁艷兵（山西） | 0:24:39.30 |

#### 男子百米定向賽
| 獎牌 | 運動員         | 時間       |
| 金牌 | 史強強（山西） | 0:01:52.06 |
| 銀牌 | 程海諒（福建） | 0:01:52.70 |
| 銅牌 | 李貴龍（湖南） | 0:01:59.20 |

### 女子

#### 女子接力
| 獎牌 | 隊伍 | 時間        |
| 金牌 | 重慶 | 00:35:59.2  |
| 銀牌 | 雲南 | 00:36:06.00 |
| 銅牌 | 廣東 | 00:36.09.4  |

#### 成年女子組標準距離賽
| 獎牌 | 運動員         | 時間    |
| 金牌 | 朱明月（天津） | 1:12:53 |
| 銀牌 | 文訓妍（江蘇） | 1:21:14 |
| 銅牌 | 汪春蘭（山東） | 1:23:43 |

#### 青年女子組標準距離賽
| 獎牌 | 運動員         | 時間     |
| 金牌 | 莫叶英（湖南） | 00:54:04 |
| 銀牌 | 代為（山東）   | 1:01:05  |
| 銅牌 | 詹黛佳（湖南） | 1:04:12  |

#### 成年女子組短距離賽
| 獎牌 | 運動員         | 時間        |
| 金牌 | 朱明月（天津） | 00:23:01.30 |
| 銀牌 | 尹春玲（重慶） | 00:24:40.60 |
| 銅牌 | 董翠霞（河北） | 00:25:04.40 |

#### 青年女子組短距離賽
| 獎牌 | 運動員         | 時間       |
| 金牌 | 李飛（山東）   | 0:16:07.80 |
| 銀牌 | 郝飛燕（山西） | 0:17:53.90 |
| 銅牌 | 莫叶英（湖南） | 0:18:23.50 |

#### 女子組百米定向
| 獎牌 | 運動員         | 時間        |
| 金牌 | 汪春蘭（山東） | 00:02:21.80 |
| 銀牌 | 秦著華（廣西） | 00:02:25.50 |
| 銅牌 | 朱明月（天津） | 00:02:52.40 |